# Dixmont (Yonne)
Dixmont je francouzská obec v departementu Yonne v regionu Burgundsko-Franche-Comté. V roce 2011 zde žilo 881 obyvatel.

## Sousední obce
Armeau, Les Bordes, Bussy-en-Othe, Cerisiers, Joigny, Vaumort, Villechétive, Villeneuve-sur-Yonne, Villevallier

## Vývoj počtu obyvatel
Počet obyvatel 